# Silver Car
Silver Car ist ein ehemaliger italienischer Zulieferer der Automobilindustrie, der heute als Handelsunternehmen im Landmaschinenbereich tätig ist. 

## Unternehmensgeschichte
Silver Car wurde 1964 von Alessandro Festa und Luciano Lingua gegründet. Beide hatten von 1961 bis 1964 in Grugliasco bei Turin das Unternehmen SOLCAT (Società Officina Lavorazione Carrozzerie Auto Torino) betrieben, das als Zulieferer Karosserieteile für „namhafte Karosseriehersteller“ fertigte.
1964 reorganisierten Festa und Lingua den Betrieb: Sie überführten die Geschäfte in das neu gegründete Unternehmen Silver Car und bezogen größere, neu errichtete Werksanlagen in Caramagna Piemonte im Süden Turins. Silver Car fertigte daraufhin als Subunternehmer für verschiedene Karosseriehersteller Bleche für Autokarosserien. Eine enge Verbindung bestand zeitweise zu Bertone: Silver Car presste einige der Bleche für den Lamborghini Miura, dessen Karosserie bei Bertone komplettiert wurde. Auch der Nachfolger des Miura, der bei Lamborghini selbst zusammengebaute Countach, verwendete einige Jahre lang Bleche, die Silver Car zulieferte. Schließlich produzierte Silver Car 1974 die Karosserien der letzten Iso Grifo. Außerdem baute zeitweise die Rohkarosserien der De-Tomaso-Modelle De Tomaso Longchamp und Deauville. 
Zu Beginn der 1980er-Jahre geriet das Unternehmen in eine Krise. Festa verließ den Betrieb und gründete die ebenfalls in Caramagna Piemonte ansässige Golden Car SrL, die im gleichen Segment tätig war wie bisher Silver Car. Lingua blieb bei Silver Car, beendete dort die Fertigung von Karosserieteilen und machte aus dem Unternehmen einen Handelsbetrieb für Landmaschinen.

## Galerie

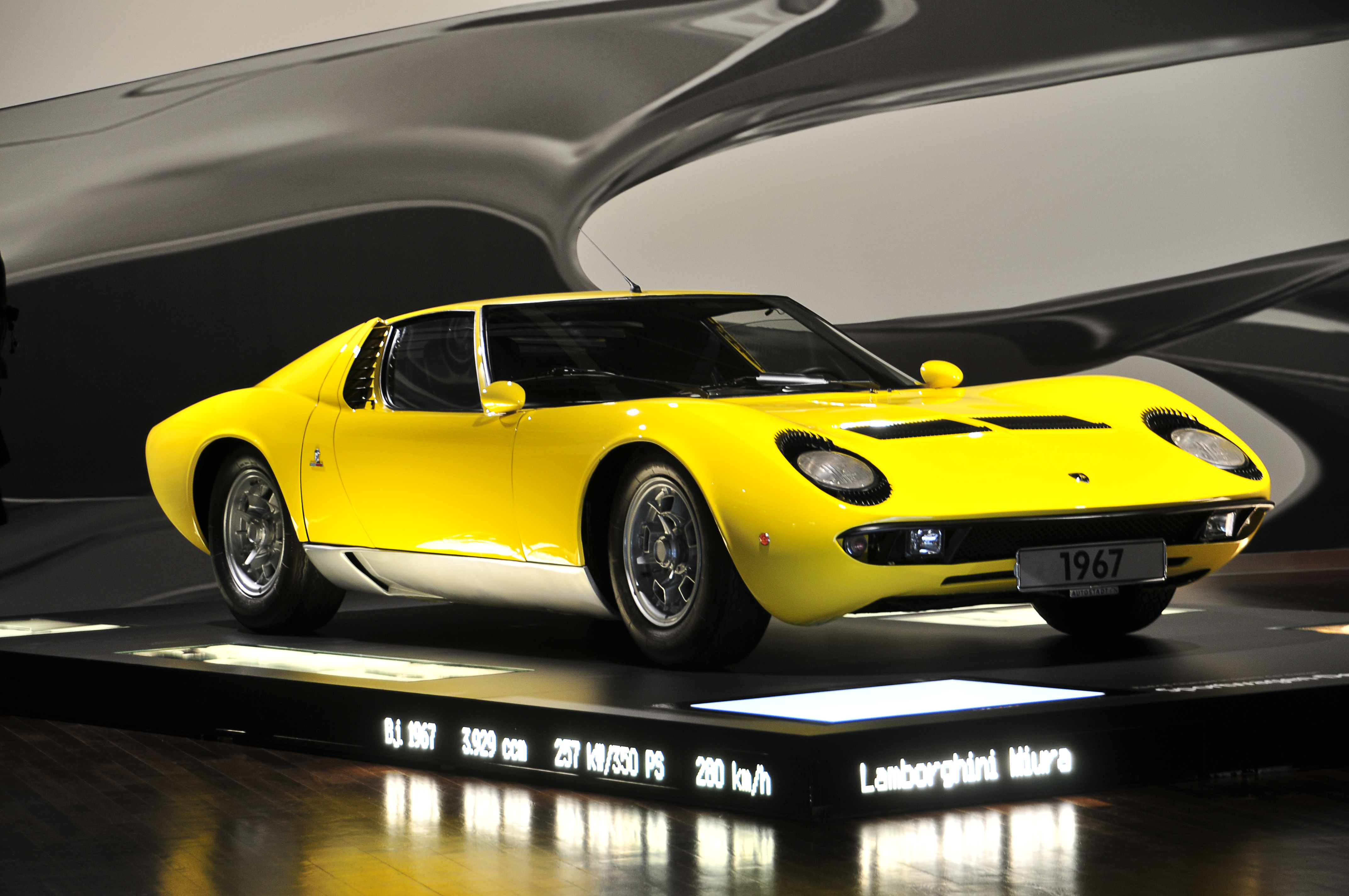
Lamborghini Miura
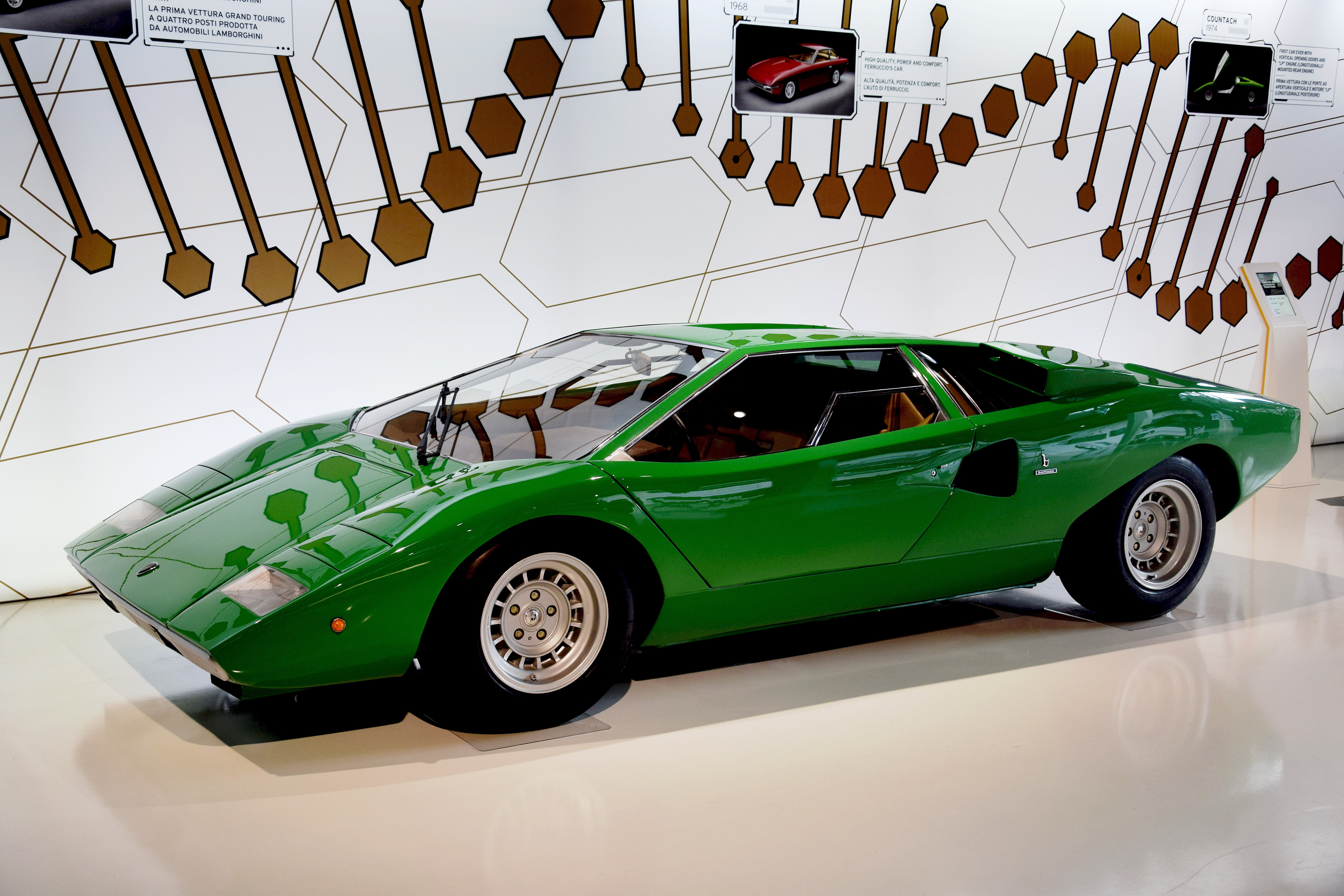
Lamborghini Countach
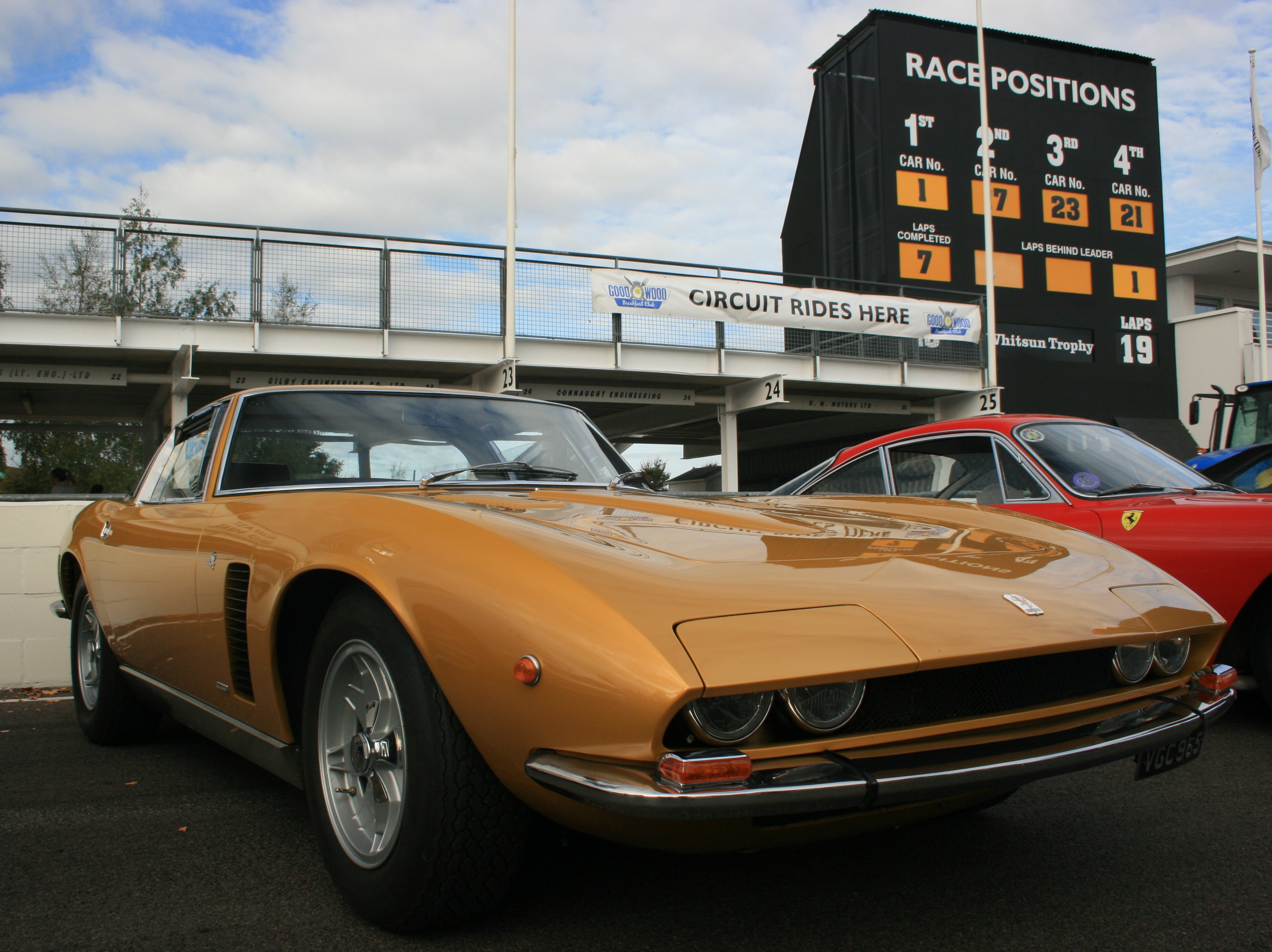
Iso Grifo
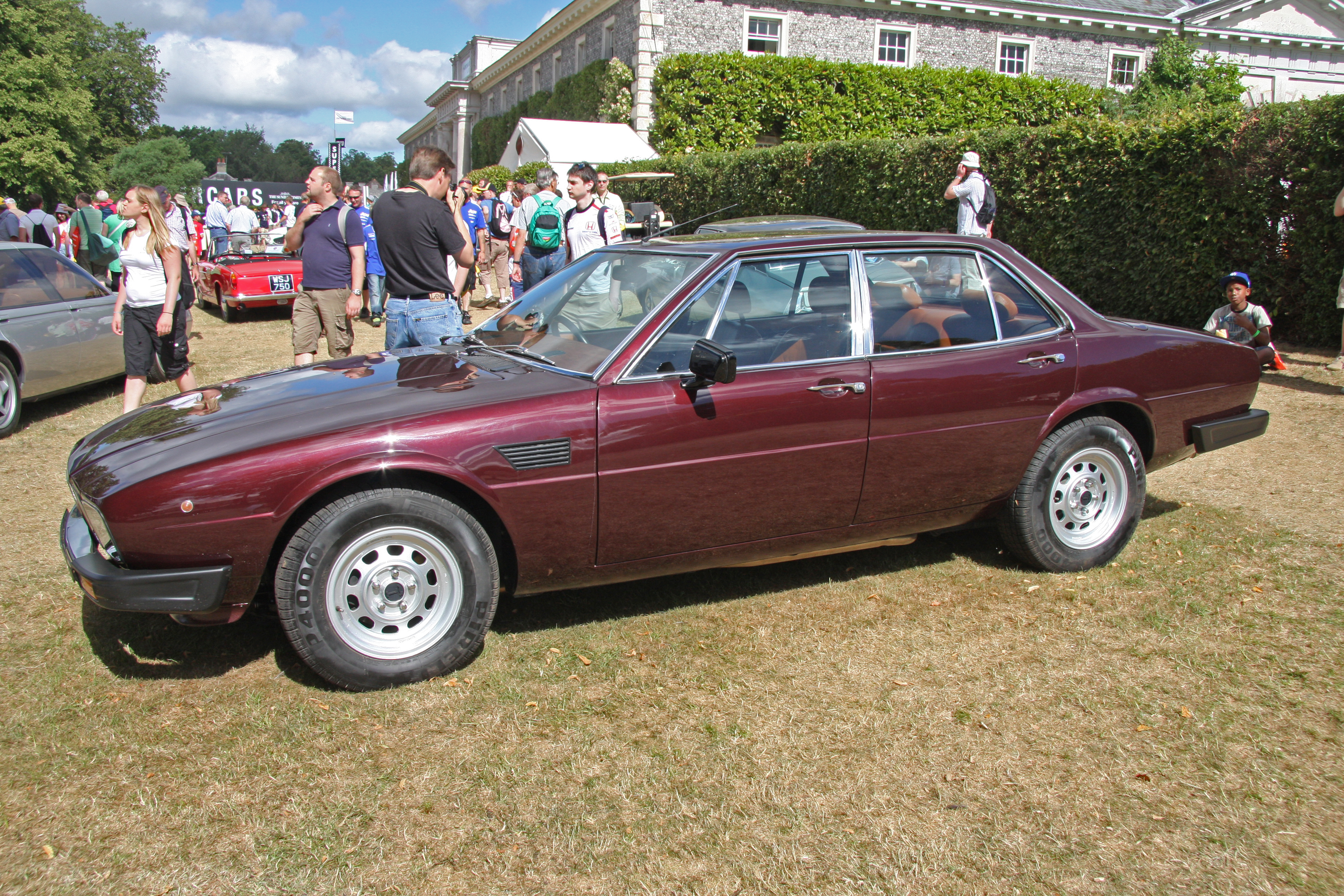
De Tomaso Deauville